# Диференциална топология
Диференциална топология е дял от математиката, занимаващ се с изучаването на глобални въпроси за диференциалните (гладки) многообразия. Въпреки че още през 1912 Вайл въвежда абстрактни диференциални многообразия, едва Уитни, през 1936, оформя диференциалната топология като отделна наука. Интересен е и факта, че Поанкаре започва изучаването на Analysis situs, в края на 19 век, основно с диференциални средства, но след това се обръща към изцяло комбинаторни, което не позволява на диференциалната топология да се развие по-бързо. Главна роля в диференциалната топология играят теория на Морс и теория на хирургиите, които са основни оръжия при атакуването на проблема за класификация на дифернециалните многообразия.